# Narodni park Amazônia
Narodni park Amazônia (portugalsko Parque Nacional da Amazônia) je bil ustanovljen leta 1974 kot narodni park, ki obsega 1.070.737 ha. Leži v občinah Itaituba in Trairão, zvezna država Pará, v severni regiji Brazilije. Je v povodju reke Tapajós, približno na pol poti med Manausom in Belémom. Od svoje ustanovitve se je razširil in zdaj pokriva 8600 kvadratnih kilometrov. Je biološko zelo raznovrsten habitat in vsebuje široko paleto živali in rastlin. Posebni cilji parka so ohranjanje različnih amazonskih ekosistemov z znanstvenimi, izobraževalnimi in rekreacijskimi sredstvi.

## Geografija
Park leži na obeh straneh reke Tapajós. Habitat je gost nižinski deževni gozd, ob zgornjem toku Tapajós pa so območja belih peščenih travišč. Ta reka izvira na območju predkambrijskih kristalinskih ščitov starodavnih magmatskih kamnin in nosi malo usedlin. Reka deluje kot ovira, tako da se nekatere živali in rastline na enem bregu ne znajdejo na drugem. Prvo oporišče v parku je približno 53 km od Itaitube, v vzhodnih delih, ki so najbližje Itaitubi in Trairãu, pa je nekaj nezakonite sečnje lesa in iskanja zlata. Na zahodu park meji na 827.877 hektarjev narodni gozd Pau-Rosa, ustanovljen leta 2001. Predlagani južnoamazonski ekološki koridor bi povezal park z drugimi zavarovanimi območji in avtohtonimi ozemlji v regiji.

## Zgodovina
Narodni park Amazônia je bil ustanovljen z zveznim odlokom št. 73.683 z dne 19. februarja 1974. Njegove meje so bile spremenjene z odlokom 18. januarja 1985. Načrt upravljanja je bil objavljen 31. decembra 1988, vendar takrat še ni bil uraden. Posvetovalni svet je bil ustanovljen 26. novembra 2004. Meje parka so bile spremenjene 13. februarja 2006 in ponovno 12. avgusta 2011. Zakon 12678 z dne 25. junija 2012 je spremenil meje narodnih parkov Amazônia, Campos Amazônicos in Mapinguari, nacionalnih gozdov Itaituba I, Itaituba II in Crepori ter varstvenega okoljskega območja Tapajós. Vsi ti so bili zmanjšani, razen Campos Amazônicos. Ta zadnja sprememba je zmanjšala površino parka na 1.070.737 hektarjev.

## Flora in favna
Razen približno 2 % bolj odprtih gozdov je celoten park sestavljen iz gostega vlažnega tropskega gozda. Večja drevesa dosežejo višino približno 50 m in svetloba, ki se filtrira skozi krošnje, zadostuje za ustvarjanje biološko raznovrstnega podstrešja vzpenjavk, lišajev, mahov in orhidej. Številni sesalci v parku so nočni in nekateri, kot so orjaška vidra ((Pteronura brasiliensis)), amazonska morska krava in veliki mravljinčar, so ogroženi. Veliko je tudi plazilcev, rib in drugih vodnih bitij.

## Obisk parka
Do parka se pride iz mesta Itaituba. Cesta Transpantaneira teče od vzhoda proti zahodu skozi park, vendar v resnici ne upraviči svojega imena. Cesta je asfaltirana do Itaitube, drugi deli pa so neasfaltirane zemeljske ceste, prekrite z gramozom, ki se poslabšajo med deževno sezono, od novembra do aprila, in zahtevajo veliko popravil vsakega maja in junija. Do parka je mogoče dostopati iz Santaréma, Pará, ki je ob sotočju Tapajósa z reko Amazonko. Santarém ima letališče. Vse ceste običajno zahtevajo vozila s štirikolesnim pogonom in v tej regiji se običajno uporablja rečni promet.